# 阿斯特丽德·施特劳斯
阿斯特丽德·施特劳斯（德語：Astrid Strauß，1968年12月24日—），德国女子游泳运动员，主攻自由泳。她曾代表东德参加1988年夏季奥林匹克运动会游泳比赛，获得女子800米自由泳银牌。